# Stemt uvulær hæmmelyd
Den stemte uvulære hæmmelyd eller approksimant er en konsonant, som bruges i nogle talte sprog. I IPA repræsenteres denne lyd med ⟨ʁ⟩, et omvendt småt majuskel-⟨ʀ⟩, eller, i grov transskription, ⟨ɣ⟩ eller (hvis rotisk) ⟨r⟩. Denne konsonant kaldes, sammen med andre, det gutturale R, når det optræder i europæiske sprog.
Da IPA-symbolet kan stå for både den uvulære hæmmelyd og den uvulære approksimant, kan den frikative natur af denne lyd specificeres ved at tilføje symbolet ⟨̝⟩: ⟨ʁ̝⟩. Omvendt kan approksimanten specificeres ved ⟨̞⟩: ⟨ʁ̞⟩, selvom nogle tekster bruger et hævet ⟨ʶ⟩, hvilket ikke er officiel brug inden for IPA.
For den stemte præuvulære eller postvelære hæmmelyd, se stemt velær hæmmelyd.

## Egenskaber
Den stemte uvulære hæmmelyd er
- Frikativ, hvilket vil sige at den frembringes ved at begrænse luftgennemstrømningen til en snæver kanal ved artikulationsstedet, hvilket medfører turbulens. Det er dog på mange sprog tættere på en approksimant, og intet sprog skelner mellem disse to ved den uvulære udtale.
- Uvulær, hvilket vil sige at den udtales med tungeryggen mod drøblen.
- Stemt, hvilket betyder at stemmebåndene vibrerer under udtalen.
- Oral, hvilket vil sige at luften kun kommer ud gennem munden.
- Central, hvilket vil sige at luften bevæger sig langs tungens midte, frem for rundt om den.
- Pulmonisk, hvilket vil sige, at den udtales ved udelukkende at bruge lungerne og mellemgulvet til at skubbe luften, som i de fleste lyde.

## Anvendelse i sprog
I Vesteuropa spredte en uvulær tremulant, som udtale af rotiske konsonanter, sig fra nordfransk til flere dialekter og registre af baskisk, katalansk, dansk, nederlandsk, tysk, hebræisk, ladino, norsk, occitansk, portugisisk, svensk og jiddisch. Imidlertid er ikke alle disse stadig tremulanter. I brasiliansk-portugisisk er det som regel en velær hæmmelyd [x, ɣ] en ustemt uvulær hæmmelyd [χ] eller en glottal hæmmelyd [h, ɦ], undtagen i Sydbrasilien og Rio de Janeiro, hvor alveolære, velære og uvulære tremulanter og den stemte uvulære hæmmelyd er fremherskende. Da sådanne uvulære rotiske konsonanter ofte ikke kontrasterer med de alveolære, bruger IPA-transskriptioner ofte ⟨r⟩ for lethedens skyld. Se gutturalt R for mere information.
Ladefoged & Maddieson (1996) bemærker, at "[d]er er (...) en komplikation i tilfældet med uvulære frikativer idet formen af ansatsrøret kan være sådan at drøblen vibrerer." Se stemt uvulær hævet ikke-sonorant tremulant for mere information.

| Sprog       | Sprog                     | Ord                          | IPA          | Betydning               | Noter |
| ----------- | ------------------------- | ---------------------------- | ------------ | ----------------------- | --- |
| Abkhasisk   | Abkhasisk                 | цыҕ cëğ                      | [tsəʁ]       | 'mår'                   | Se abkhasisk fonologi. |
| Adygejisk   | Adygejisk                 | тыгъэ tëğa                   | [təʁa] ?     | 'sol'                   | |
| Afrikaans   | Dele af eks-Kap-provinsen | rooi                         | [ʁoːi̯]       | 'rød'                   | Kan i stedet være en tremulant [ʀ]. Se afrikaans fonologi. |
| Aleutisk    | Atkan dialekt             | chamĝul                      | [tʃɑmʁul]    | 'at vaske'              | |
| Arabisk     | Moderne standard          | غرفة ġurfa                   | [ˈʁurfɐ]     | 'rum'                   | Kan være velær, postvelær eller uvulær, alt efter dialekt. Se arabisk fonologi. |
| Armensk     | Østarmensk                | ղեկ ġek                      | [ʁɛk] ?      | 'ror'                   | |
| Artjinsk    | Artjinsk                  | гъӀабос ġabos                | [ʁˤabos]     | 'kvæk, skræppen'        | |
| Avarsk      | Avarsk                    | тIагъур thaġur               | [tʼaˈʁur]    | '????'                  | |
| Baskisk     | Nordbaskiske dialekter    | urre                         | [uʁe]        | 'guld'                  | |
| Berbisk     | Kabylsk                   | ⴱⴻⵖ bbeɣ بغ                  | [bːəʁ]       | 'at dykke'              | |
| Chilcotin   | Chilcotin                 | [ʁəlkɪʃ]                     | [ʁəlkɪʃ]     | 'han går'               | |
| Dansk       | Standard                  | rød                          | [ʁ̞ɶð̞]        | 'rød'                   | Oftest en approksimant, når den forekommer i starten af et ord. I andre positioner kan den enten være en hæmmelyd (også beskrevet som ustemt [χ]) eller en approksimant Beskrives også som faryngal [ʕ̞] Se dansk fonologi. |
| Engelsk     | Dyfed                     | red                          | [ʁɛd]        | 'rød'                   | Ikke alle talere. Alveolær i andre walisiske dialekter. |
| Engelsk     | Gwynedd                   | red                          | [ʁɛd]        | 'rød'                   | Ikke alle talere. Alveolær i andre walisiske dialekter. |
| Engelsk     | Nordøstleinster           | red                          | [ʁɛd]        | 'rød'                   | Svarer til [ɹ ~ ɾ ~ ɻ] i andre irske dialekter. |
| Engelsk     | Northumbrisk dialekt      | red                          | [ʁɛd]        | 'rød'                   | Både beskrevet som en hæmmelyd og en approksimant. Mindre hyppigt er det en tremulant ʀ. Findes mest i det østlige Northumberland, men i faldende grad. Se engelsk fonologi.                                               |
| Engelsk     | Sierra Leone              | red                          | [ʁɛd]        | 'rød'                   | Mindre hyppigt en tremulant [ʀ]. |
| Fransk      | Fransk                    | rester                       | [ʁɛste]      | 'at hvile, at forblive' | Se fransk fonologi. |
| Hebræisk    | Hebræisk                  | רע ġa                        | [ʁa]         | 'dårlig'                | Kan også være en uvulær tremulant. Se Nyhebraisk fonologi |
| Inuktitut   | Østinuktitut              | marruuk                      | [mɑʁʁuuk]    | 'to'                    | |
| Italiensk   | Nordlige dialekter        | raro                         | [ˈʁäːʁo]     | 'sjælden'               | Nogle talere, særlig i Parma. Kan også være en uvulær tremulant [ʀ] eller en labiodental approksimant [ʋ]. |
| Jakutisk    | Jakutisk                  | тоҕус toğus                  | [toʁus]      | 'ni'                    | |
| Kabardinsk  | Kabardinsk                | бгъэ bğa                     | [bʁa] ?      | 'ørn'                   | |
| Kasakhisk   | Kasakhisk                 | саған sağan, ساعان           | [sɑˈʁɑn]     | 'dig' (dat. sing.)      | |
| Kirgisisk   | Kirgisisk                 | жамгыр camğır/jamgyr, جامعىر | [dʒɑmˈʁɯr]   | 'regn'                  | |
| Lakota      | Lakota                    | aǧúyapi                      | [aʁʊjapɪ]    | 'brød'                  | |
| Letzeburgsk | Nogle talere.             | Rou                          | [ʁəu̯]        | 'stilhed'               | Prævokalisk allofon af /ʀ/; oftere realiseret som en tremulant [ʀ]. Se letzeburgsk fonologi. |
| Letzeburgsk | Standard                  | Kugel                        | [ˈkʰuːʁəl]   | 'bold'                  | Også beskrevet som velær [ɣ]. Forekommer kun i nogle få ord. Se letzeburgsk fonologi. |
| Malajisk    | Perak dialekt             | Perak                        | [peʁɑk̚]      | 'Perak'                 | Se majalisk fonologi |
| Nederlandsk | Limburg (belgisk provins) | rad                          | [ʁɑt]        | 'hjul'                  | Enten en hæmmelyd eller en approksimant. Realisering af /r/ varierer betragteligt dialekter imellem. Se nederlandsk fonologi                                                                                               |
| Nederlandsk | Centralholland            | rad                          | [ʁɑt]        | 'hjul'                  | Enten en hæmmelyd eller en approksimant. Realisering af /r/ varierer betragteligt dialekter imellem. Se nederlandsk fonologi                                                                                               |
| Nederlandsk | Østflandern               | rad                          | [ʁɑt]        | 'hjul'                  | Enten en hæmmelyd eller en approksimant. Realisering af /r/ varierer betragteligt dialekter imellem. Se nederlandsk fonologi                                                                                               |
| Nederlandsk | Nordholland               | rad                          | [ʁɑt]        | 'hjul'                  | Enten en hæmmelyd eller en approksimant. Realisering af /r/ varierer betragteligt dialekter imellem. Se nederlandsk fonologi                                                                                               |
| Nederlandsk | Randstad                  | rad                          | [ʁɑt]        | 'hjul'                  | Enten en hæmmelyd eller en approksimant. Realisering af /r/ varierer betragteligt dialekter imellem. Se nederlandsk fonologi                                                                                               |
| Nederlandsk | Sydholland                | rad                          | [ʁɑt]        | 'hjul'                  | Enten en hæmmelyd eller en approksimant. Realisering af /r/ varierer betragteligt dialekter imellem. Se nederlandsk fonologi                                                                                               |
| Norsk       | Sydnorske dialekter       | rar                          | [ʁ̞ɑːʁ̞]       | 'sær'                   | Enten en approksimant eller en hæmmelyd. Se norsk fonologi. |
| Norsk       | Sydvestlige dialekter     | rar                          | [ʁ̞ɑːʁ̞]       | 'sær'                   | Enten en approksimant eller en hæmmelyd. Se norsk fonologi. |
| Portugisisk | Europæisk                 | carro                        | [ˈkaʁu]      | 'bil'                   | Se portugisisk fonologi. |
| Portugisisk | Setúbal                   | ruralizar                    | [ʁuʁəɫiˈzaʁ] | 'at landliggøre'        | Ofte en tremulant. Svarer på grund af en merger til både /ɾ/ og /ʁ/ i andre dialekter. |
| Portugisisk | Rio de Janeiro            | ardência                     | [ɐʁˈdẽsjə]   | 'brændende fornemmelse' | Dialekten i Rio de Janeiro mergede pga. fransk indflydelse /ɾ/ ind i /ʁ/. Ofte en tremulant. I fri variation med [ɣ], [ʕ] and [ɦ] før stemte lyde, [x], [χ], [ħ] and [h] før ustemte konsonanter.                          |
| Portugisisk | Sulista                   | arroz                        | [ɐˈʁos]      | 'ris'                   | Dialekten i Rio de Janeiro mergede pga. fransk indflydelse /ɾ/ ind i /ʁ/. Ofte en tremulant. I fri variation med [ɣ], [ʕ] and [ɦ] før stemte lyde, [x], [χ], [ħ] and [h] før ustemte konsonanter.                          |
| Svensk      | Sydlige dialekter         | rör                          | [ʁɶʁ]        | 'rør'                   | Se svensk fonologi. |
| Tatarisk    | Tatarisk                  | яңгыр, yañğır, ياڭعئر        | [jɒŋˈʁɯr]    | 'regn'                  | |
| Tsez        | Tsez                      | агъи ’ag‘i                   | [ˈʔaʁi]      | 'fugl'                  | |
| Tysk        | Chemnitz                  | Rock                         | [ʁɔkʰ]       | 'nederdel'              | Enten en hæmmelyd eller en approksimant; i fri variation med [ʀ̥], [χ] and [q]. Forekommer ikke i slutningen af ord. Se Chemnitz dialekt fonologi                                                                           |
| Tysk        | Nedre Rhinen              | Rost                         | [ʁɔst]       | 'rust'                  | Enten en hæmmelyd eller, mere hyppigt, en approksimant. I fri variation med en uvulær tremulant. Se tysk fonologi. |
| Tysk        | Standard                  | Rost                         | [ʁɔst]       | 'rust'                  | Enten en hæmmelyd eller, mere hyppigt, en approksimant. I fri variation med en uvulær tremulant. Se tysk fonologi. |
| Tysk        | Schwabisk tysk            | Rost                         | [ʁ̞oʃt]       | 'rust'                  | En approksimant. Det er realiseringen af /ʁ/ i starten af en stavelse ellers er det en epiglottal approksimant. |
| Ubykhisk    | Ubykhisk                  | [ʁa]                         | [ʁa]         | 'his'                   | Ubykhisk har ti forskellige uvulære hæmmelyde. Se ubykhisk fonologi. |
| Usbekisk    | Usbekisk                  | ogʻir                        | [ɒˈʁɨr]      | 'tung'                  | |
| Zhuang      | Zhuang                    | roek                         | [ʁɔ̌k]        | 'seks'                  | |